# Cheikh Mohammad Fateh al-Masri
Cheikh Mohammad Fateh al-Masri (? - 25 septembre 2010), également connu sous le pseudonyme d'Abdul Hazzaq, est un islamiste égyptien, responsable des opérations de la nébuleuse terroriste Al-Qaïda en Afghanistan et le chef du Qaedat al Jihad fi Khorasan, un groupuscule islamiste opérant dans la région du Khorasan, connue pour abriter de nombreaux réseaux affiliés à la direction centrale d'Al-Qaida. Proche d'Ayman al-Zawahiri, peu connu des services de renseignements américains, il était le successeur présumé de Moustapha Abou al-Yazid, un des principaux aides financiers d'Oussama Ben Laden, tué au Pakistan lors de l'attaque d'un drone américain le 21 mai 2010. 
Il serait mort le 25 septembre 2010 des suites de l'attaque d'un drone américain sur la localité de Datta Khel au Nord-Waziristan. Son décès a été annoncé par les services de renseignements pakistanais le 28 septembre 2010, mais non confirmé par les enquêteurs américains ou Al-Qaida.